# 죽암도
죽암도(竹岩島)는 대한민국 경상남도 남해군 미조면 미조리에 있는 섬이다. '미도'라고 불리기도 한다. 특정도서로 지정하여 관리되고 있다.

## 특정도서
죽암도는 지형·경관이 매우 우수하고, 상록활엽수림이 분포하고 있어 독도 등 도서지역의 생태계보전에 관한 특별법에 의거 특정도서로 지정되었다.
- 지정번호 : 제36호
- 면적 : 50,281m2
- 지번 : 경상남도 남해군 미조면 미조리 산164～산166, 산167-1～산167-4, 산168